# Cravo e canela
Cravo e canela è un singolo della cantante italiana Fiorella Mannoia con il featuring di Milton Nascimento, autore e compositore del brano. Il brano è un singolo estratto dall'album Onda tropicale; la data di pubblicazione del brano è il 2 febbraio 2006 per la Durlindana.

## Tracce
1. Cravo e canela – 3:51 (Milton Nascimento)